# كارلوس ألبرتو (لاعب كرة قدم برازيلي)
كارلوس ألبرتو (بالبرتغالية: Carlos Alberto Gomes de Lima‏) هو لاعب كرة قدم برازيلي في مركز الهجوم، ولد في 15 يوليو 1987 في بليم في البرازيل. لعب مع غريميو بورتو أليغرينزي ونادي سيارا ونادي فورتاليزا.

## وصلات خارجية
- كارلوس ألبرتو على موقع قاعدة بيانات كرة القدم.إي يو (الإنجليزية)
- كارلوس ألبرتو على موقع Soccerway.com (الإنجليزية)